# Sérgio Dias
Sérgio Dias Baptista (São Paulo, 1 de diciembre de 1951) es un guitarrista, cantante y compositor brasileño, más conocido por su trabajo con su banda Os Mutantes.
Dias comenzó a tocar el violín a los once años, siguiendo los pasos de su hermano Cláudio César. A los trece años había adquirido tal aptitud que abandonó los estudios escolares para dedicarse exclusivamente al instrumento, dando clases particulares y formando parte del conjunto "Six Sided Rockers". En este grupo trabajó junto a su hermano mayor Arnaldo Baptista y Rita Lee, con quienes formaría en 1966 la banda Os Mutantes. 
Con la disolución del grupo en 1978, Sérgio se radicó en Italia, donde se excusó de participar de las bandas de Eric Burdon y Area, pese a las invitaciones que se le hicieron. De regreso a Brasil se dedicó a trabajar junto a artistas como Caetano Veloso y Gilberto Gil. En 1980 lanzó su primer disco solista homónimo, donde daba a conocer una faceta ecléctica, mezclando el funk con el reggae y el rock progresivo con la samba. El fracaso comercial de su disco lo llevó a radicarse en los Estados Unidos, donde se dedicó a trabajar en estudios y grabando bandas sonoras.
Continuó editando discos durante la década de 1990, grabando canciones tanto en portugués como en inglés. Actualmente vive en Las Vegas, Nevada, USA.

## Discografía
Os Mutantes
- 1968 Os Mutantes
- 1968 Tropicália: ou Panis et Circenses (con Gilberto Gil, Caetano Veloso, Tom Zé, Nara Leão y Gal Costa)
- 1969 Mutantes
- 1970 A Divina Comédia ou Ando Meio Desligado
- 1971 Jardim Elétrico
- 1972 Mutantes e Seus Cometas no País do Baurets
- 1974 Tudo Foi Feito Pelo Sol
- 1976 Mutantes Ao Vivo
- 1992 O A e o Z (grabado en 1973)
- 2000 Tecnicolor (grabado en 1970)
- 2006 Barbican Theater, Londres 2006

Solo
- 1980 Sérgio Dias
- 1990 Mato Grosso (con Phil Manzanera)
- 1991 Mind Over Matter
- 1997 Song of the Leopard
- 2000 Estação da Luz
- 2003 Jazz Mania Live